# 李同建
李同建，男，中华人民共和国军事人物，中国人民解放军火箭军少将，火箭军装备部原副部长，北京市第十六届人民代表大会原代表。

## 事件
2023年12月29日，李同建因涉嫌严重违纪和职务犯罪，被罢免北京市人大代表职务，根据香港媒体《星岛日报》的报导，李同建涉及火箭军腐败案。